# Resolució 2188 del Consell de Seguretat de les Nacions Unides
La Resolució 2188 del Consell de Seguretat de les Nacions Unides fou adoptada per unanimitat el 9 de desembre de 2014. El Consell va ampliar les sancions contra Libèria durant nou mesos i va ampliar el mandat del grup d'experts que supervisava les sancions es va ampliar per deu mesos.

## Contingut
La mesura imposada per la resolució 1532 (2004), que consistia en la congelació dels fons de l'expresident Charles Ghankay Taylor, va romandre en vigor. La prohibició de viatjar i l'embargament d'armes imposat el 2003 per la resolució 1521 es van ampliar per nou mesos. El panell d'experts que supervisava la implemenatció de les sancions també es va ampliar per deu mesos.
El Consell de Seguretat també va declarar que el progrés que Libèria ja havia realitzat podria perdre's pel brot d'ebola que havia afectat el país. En aquest context, es tindrà en compte l'alleujament o l'eliminació total de les sancions.